# Namyangju
Namyangju (kor. 남양주) ist eine Stadt in der südkoreanischen Provinz Gyeonggi-do.
Die Stadt liegt am Hangang in der nordöstlichen Region der Provinz Gyeonggi-do und grenzt westlich an Seoul. Am 1. Januar 1995 erhielt Namyangju den Status einer Stadt (-si). Bürgermeister ist Lee Seok-woo (이석우). Sie liegt an der Ringautobahn Seoul Ring Expressway und dem Expressway 60, der von Seoul nach Chuncheon führt. Zudem ist die Stadt mit der U-Bahn Seoul (Jungang- und Gyeongchun-Line) verbunden.
Die Gwangneung-Grabstätten von König Sejo und seiner Frau aus dem Jahr 1468 bzw. 1483 liegen im Stadtgebiet. Zudem liegt der im Jahr 969 errichtete Bongseonsa in Namyangju, der einer der 24 Haupttempel des buddhistischen Jogye-Ordens ist.
Während des Koreakriegs fand hier das sogenannte Namyangju-Massaker statt.

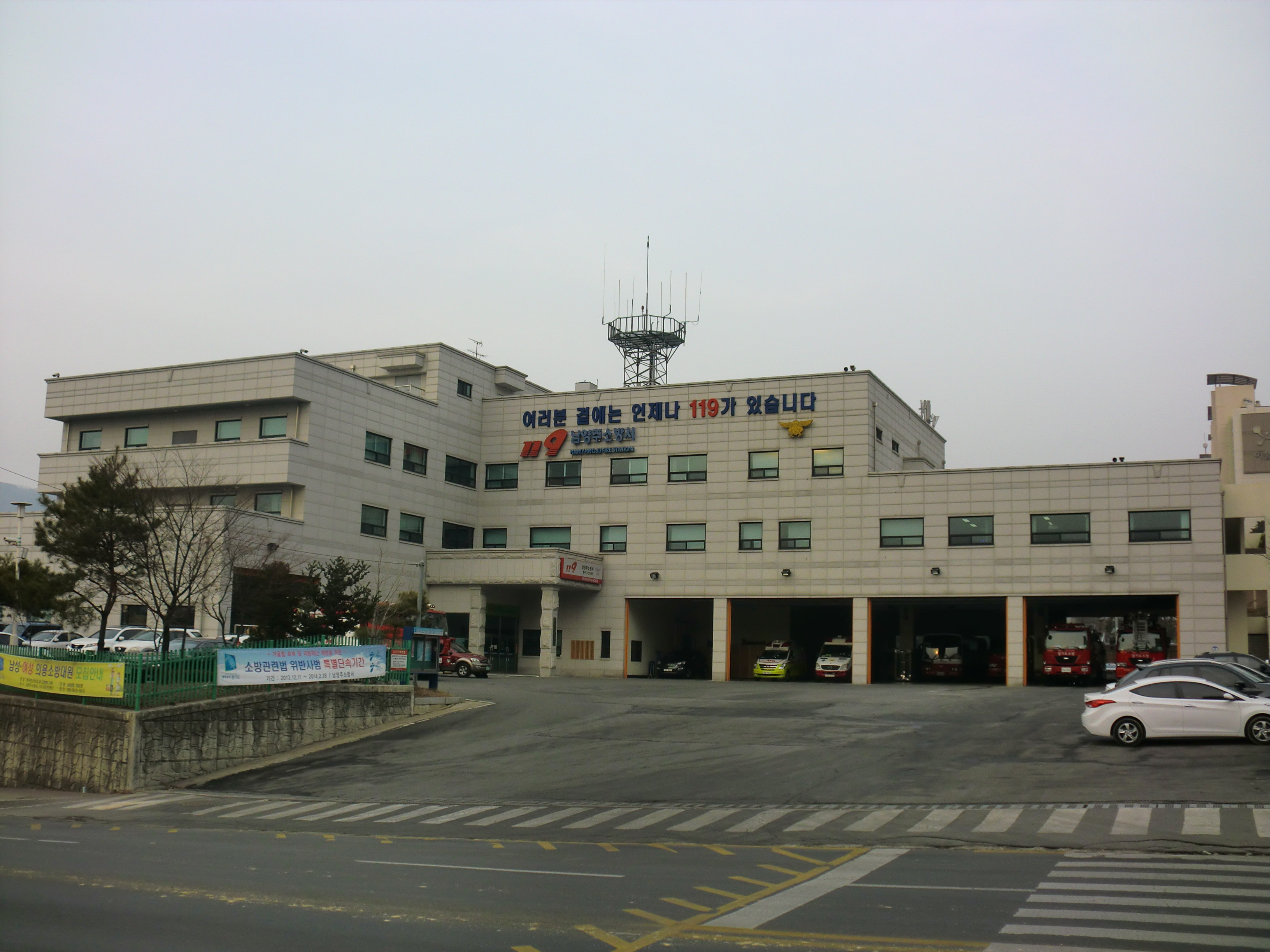
Feuerwache
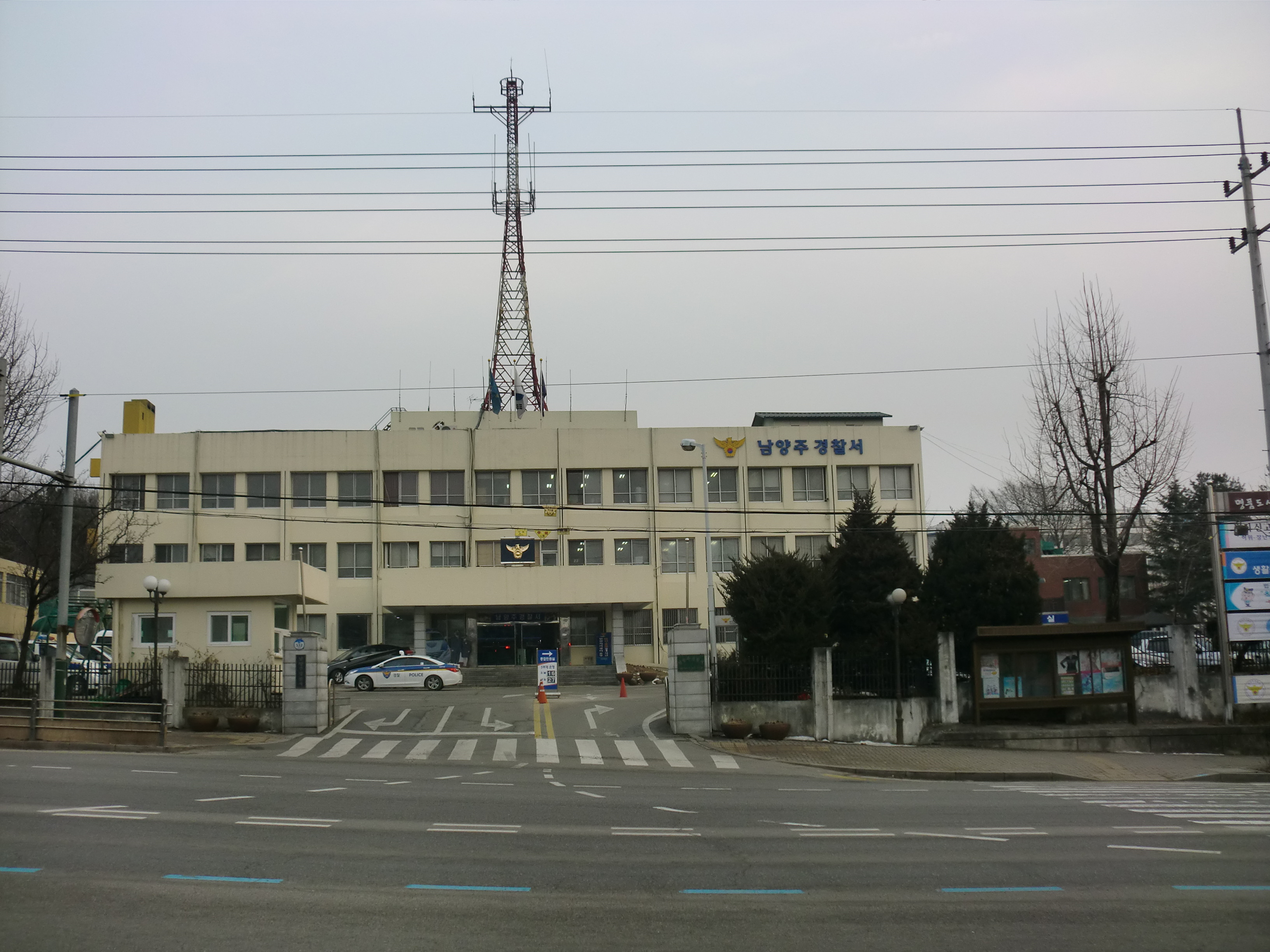
Polizeirevier
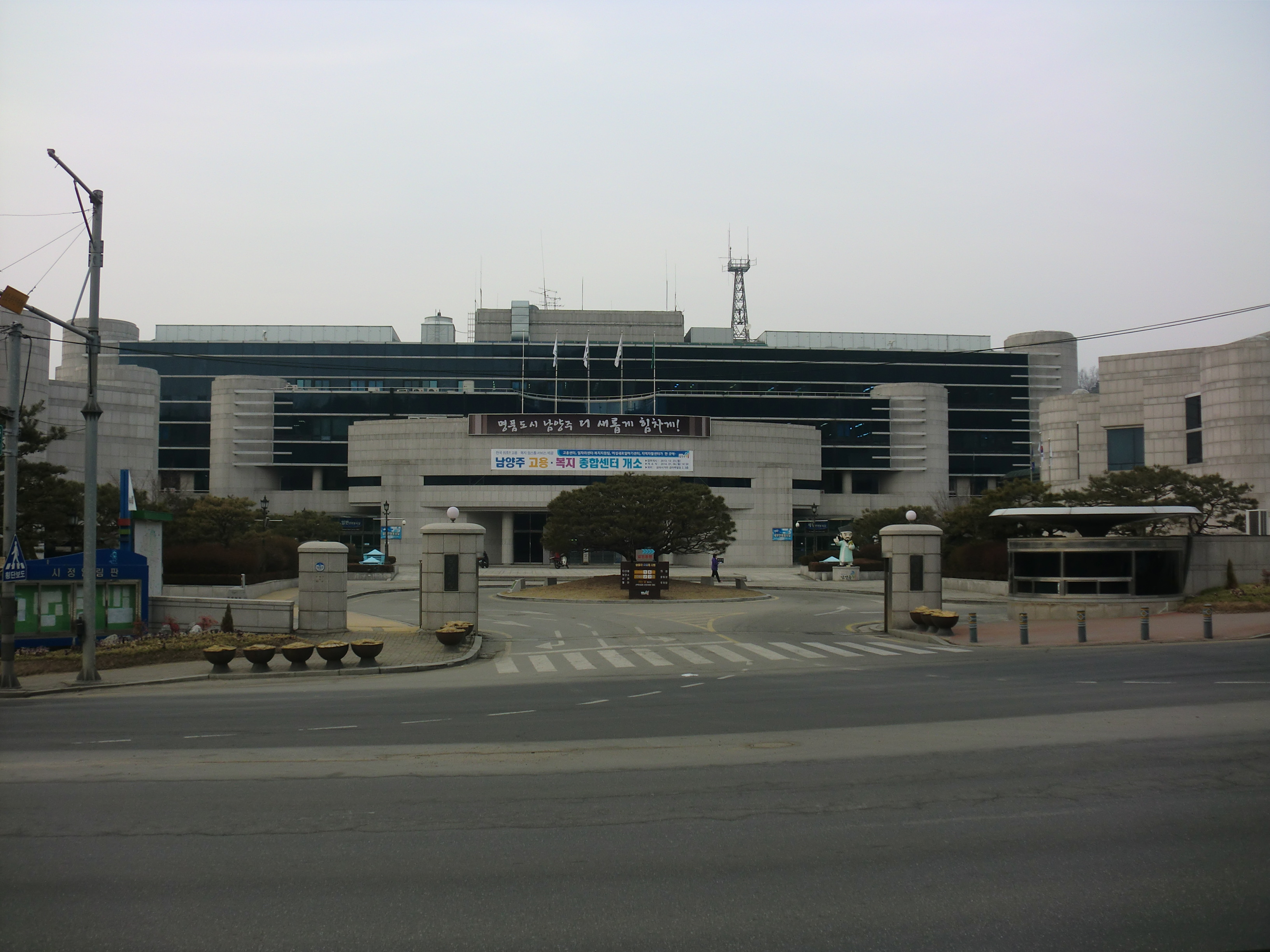
Rathaus
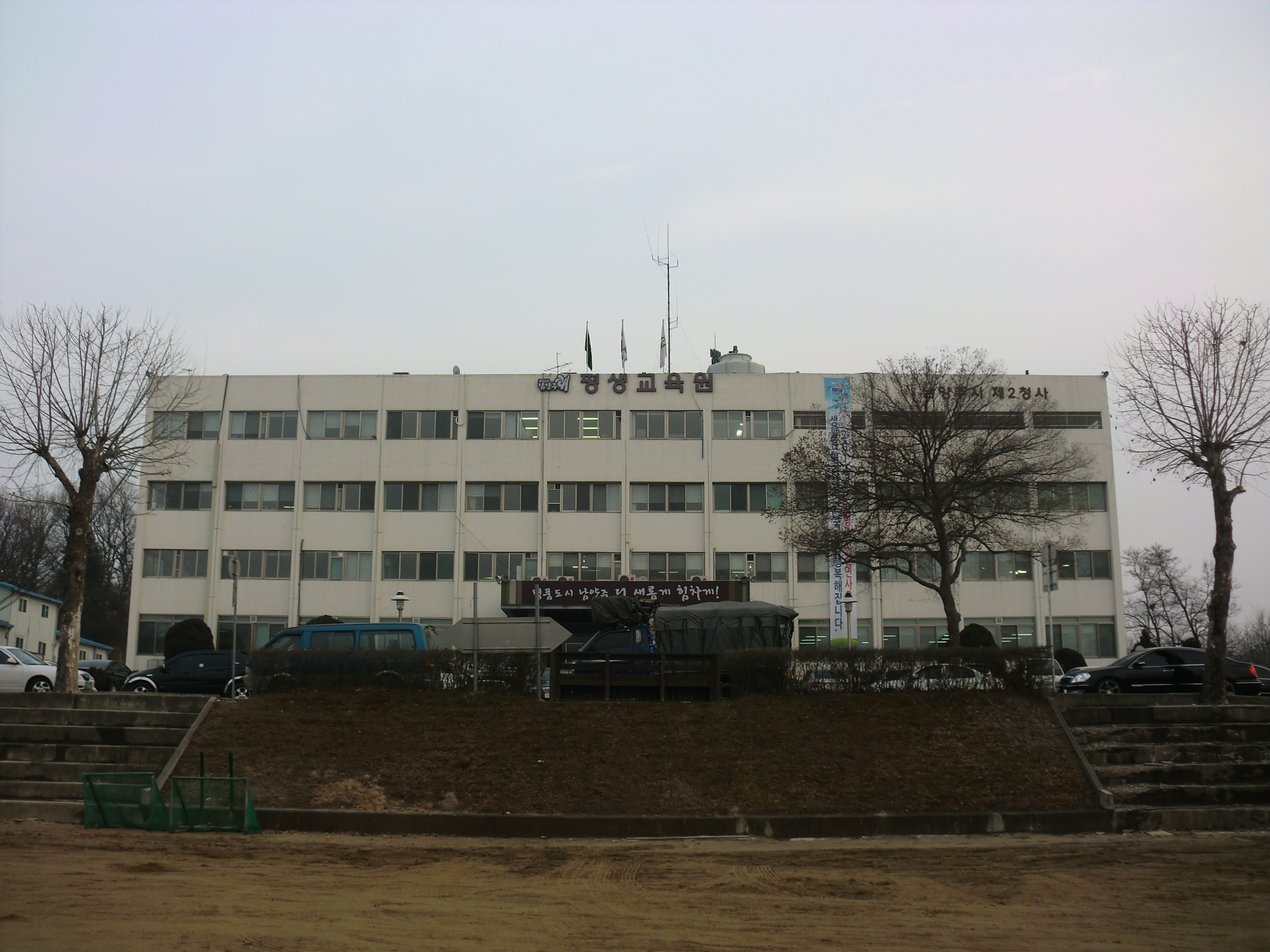
Rathaus Standort 2

## Städtepartnerschaften
- Dartford, Großbritannien
- Changzhou, Volksrepublik China
- Ulaanbaatar, Mongolei
- Vinh, Vietnam

## Persönlichkeiten
- Oh Hyeon-gyu (* 2001), Fußballspieler